# Gyeongsangbuk-do
Gyeongsangbuk-do (Gyeongsang del Nord) és una província de l'est de Corea del Sud. La província es va formar el 1896, a partir de la meitat nord de l'antiga província coreana de Gyeongsang. La capital de la província i la ciutat més gran és Daegu, ciutat que era la capital de la província de Gyeongsang abans de 1896, però que actualment està separada del nivell provincial, ja que es tracta d'una de les ciutats metropolitanes de Corea del Sud o Gwangyeoksi.

## Geografia
La província forma part de la regió de Yeongnam, i limita per l'est amb el mar del Japó (mar de l'Est), pel sud amb Gyeongsangnam-do, per l'est amb Jeollabuk-do i amb Chungcheonbuk-do, i pel nord amb Gangwon-do.
A l'estiu, és la província més càlida de Corea del Sud, pel fet que està envoltada per muntanyes: la serralada Taebaek a l'est i la serralada Sobaek a l'oest.

## Recursos
La producció agrícola de la província inclou arròs, mongetes, patates i ordi. Les illes de la zona de Daegu es consideren una especialitat de la província.
També hi ha indústries de lactis en diversos districtes de la província. Són destacables també els productes marins com algues, marisc i calamars.

## Cultura
Gyeongsangbuk-do és el lloc on s'assentava l'antic regne de Silla, de manera que conserva gran quantitat de la seva cultura i les seves tradicions. Van ser declarades Patrimoni de la Humanitat per la UNESCO l'any 2000 sota el nom de Zones històriques de Kyongju.

## Divisió administrativa
Gyeongsangbuk-do es divideix en 10 ciutats (Si o Shi) i en 13 comtats (Gun). A continuació, s'enumeren els noms en alfabet llatí, hangul i hanja.

### Ciutats
- Andong (안동시; 安 东 市).
- Gimcheon (김천시; 金泉 市).
- Gyeongju (경주시; 庆 州市).
- Gyeongsan (경산시; 庆 山 市).
- Gumi (구미시; 龟 尾市).
- Mungyeong (문경시; 闻 庆 市).
- Pohang (포항시; 浦项 市).
- Sangju (상주시; 尙 州市).
- Yeongcheon (영천시; 永川 市).
- Yeongju (영주시; 荣 州市).